# Großer Preis von Großbritannien 1950
Der Große Preis von Großbritannien 1950 (offiziell The Royal Automobile Club Grand Prix d’Europe Incorporating The British Grand Prix) fand am 13. Mai auf dem Silverstone Circuit in Silverstone statt und war das erste Rennen der Automobil-Weltmeisterschaft 1950. Es war ein Samstag-Rennen, da dem englischen König Georg VI. seine Sonntagsruhe „heilig“ war. Das Rennen hatte auch den FIA-Ehrentitel Großer Preis von Europa.

## Bericht

### Hintergrund
Das erste Rennen nach den Formelregeln der damaligen Zeit (Rennwagen ohne Gewichtsbeschränkung bis 1,5 Liter Hubraum mit Kompressor bzw. bis 4,5 Liter Hubraum ohne Kompressor; Renndistanz mindestens 300 km bzw. mindestens drei Stunden Renndauer) war der Gran Premio del Valentino 1946, den Achille Varzi gewann. Doch erst 1949 kündigt der Dachverband des Automobilrennsports, die Fédération Internationale de l’Automobile (FIA) eine Serie an, die im folgenden Jahr stattfinden soll. Die Ausgabe des Großen Preises von Großbritannien im Jahr 1950 war die fünfte Ausgabe des Großen Preises und es war auch das dritte Mal, dass das Rennen auf dem Silverstone Circuit seit dem ersten Rennen im Jahr 1948 ausgetragen wurde. Das Rennen war auch der Große Preis von Europa. Vor dem ersten Grand Prix fanden in ganz Europa vier Rennen ohne Weltmeisterschaftsstatus statt, wobei Juan Manuel Fangio die Rennen in Pau und San Remo gewann, während die Richmond Trophy und der Große Preis von Paris von Reg Parnell bzw. Georges Grignard gewonnen wurden. Am Wochenende fand auch ein internationales 500-cm³-Rennen statt, welches von Stirling Moss auf einem Cooper-JAP gewonnen wurde. Ebenso fand ein Demonstrationslauf für den mit Spannung erwarteten B.R.M. P15 statt, der im selben Jahr in den Sport eingeführt werden sollte. An dem Rennen nahmen einige englische Adelige teil.
Zum Rennen in Großbritannien waren 24 Fahrer gemeldet. Alle bestritten dadurch, dass es der erste Grand Prix in der Automobil-Weltmeisterschaft war, ihr erstes Rennen, allerdings traten mit Giuseppe Farina und Toulo de Graffenried zwei Fahrer an, die auf dem Silverstone Circuit bereits gewinnen konnten (jeweils einmal).

### Qualifying
Farina war der Schnellste im Qualifying und stand auf der Pole-Position, seine drei Teamkollegen standen neben ihm in der ersten Startreihe. Die zweite Reihe bestand aus Prinz Bira in seinem Maserati und den beiden Werkswagen von Talbot-Lago. Felice Bonetto war der einzige Fahrer, der nicht teilgenommen hatte in der Qualifikation und sich somit auch nicht fürs Rennen qualifizierte.

### Rennen
Am 13. Mai kamen 21 Fahrer auf den alten Silverstone-Flughafen aus insgesamt neun Ländern. Der Gastgeber des ersten Rennens um die neu eingeführte Automobil-Weltmeisterschaft war mit neun Fahrern vertreten. Das Rennen zog 200.000 Zuschauer an.
Zu Beginn des Rennens übernahm Farina die Führung, dicht gefolgt von Luigi Fagioli und Fangio. In den ersten Runden wechselte die Führung mehrmals, sodass sich von Beginn an andeutete, dass es ein unterhaltsames Rennen werden würde. Fangio fiel dann allerdings mit Motorschaden aus und Farina baute so seine Führung auf 2,5 Sekunden vor Fagioli aus. Parnell hielt sich sehr zur Freude seines Heimpublikums, trotz einer Kollision mit einem Hasen während des Rennens, auf Platz zwei. Der nächste Herausforderer war Yves Giraud-Cabantous, der zwei Runden Rückstand hatte, nachdem Bira wegen Benzin-Problemen ausfiel. An der Spitze änderte sich nichts mehr und Farina gewann mit einem Vorsprung von 2,6 Sekunden vor Fagioli und Parnell.
Bis zum Großen Preis von Frankreich 1961 war Farina der einzige Fahrer, der nicht bei einem Indianapolis 500 teilnahm, der sein erstes Rennen gewinnen konnte, womit er einer von nur zwei Fahrern ist, dem dies gelang. Außerdem ist er mit Mario Andretti, Carlos Reutemann und Jacques Villeneuve einer von nur vier Fahrern, der im ersten Rennen Pole-Position holte sowie der einzige Fahrer, der nach seinem ersten Start die WM-Führung innehatte.

## Meldeliste
| Team                       | Nr. | Fahrer                | Chassis             | Motor               | Reifen |
| -------------------------- | --- | --------------------- | ------------------- | ------------------- | ------ |
| Alfa Romeo                 | 01  | Juan Manuel Fangio    | Alfa Romeo 158      | Alfa Romeo L8s      | P      |
| Alfa Romeo                 | 02  | Giuseppe Farina       | Alfa Romeo 158      | Alfa Romeo L8s      | P      |
| Alfa Romeo                 | 03  | Luigi Fagioli         | Alfa Romeo 158      | Alfa Romeo L8s      | P      |
| Alfa Romeo                 | 04  | Reg Parnell           | Alfa Romeo 158      | Alfa Romeo L8s      | P      |
| Scuderia Ambrosiana        | 05  | David Murray          | Maserati 4CLT/48    | Maserati L4s        | D      |
| Scuderia Ambrosiana        | 06  | David Hampshire       | Maserati 4CLT/48    | Maserati L4s        | D      |
| English Racing Automobiles | 08  | Leslie Johnson        | ERA E-Type          | ERA L6s             | D      |
| privat                     | 09  | Peter Walker          | ERA E-Type          | ERA L6s             | D      |
| privat                     | 10  | Joe Fry               | Maserati 4CL        | Maserati L4s        | D      |
| privat                     | 11  | Cuth Harrison         | ERA B-Type          | ERA L6s             | D      |
| privat                     | 12  | Bob Gerard            | ERA B-Type          | ERA L6s             | D      |
| Automobiles Talbot-Darracq | 14  | Yves Giraud-Cabantous | Talbot-Lago T26C-DA | Talbot L6           | D      |
| Ecurie Rosier              | 15  | Louis Rosier          | Talbot-Lago T26C    | Talbot L6           | D      |
| privat                     | 16  | Philippe Étancelin    | Talbot-Lago T26C    | Talbot L6           | D      |
| Automobiles Talbot-Darracq | 17  | Eugène Martin         | Talbot-Lago T26C-DA | Talbot L6           | D      |
| Ecurie Belge               | 18  | Johnny Claes          | Talbot-Lago T26C    | Talbot L6           | D      |
| Officine Alfieri Maserati  | 19  | Louis Chiron          | Maserati 4CLT/48    | Maserati L4s        | P      |
| Enrico Platé               | 20  | Toulo de Graffenried  | Maserati 4CLT/48    | Maserati L4s        | P      |
| Enrico Platé               | 21  | Prinz Bira            | Maserati 4CLT/48    | Maserati L4s        | P      |
| Scuderia Milano            | 22  | Felice Bonetto        | Maserati 4CLT/50    | Maserati Milano L4s | P      |
| privat                     | 23  | Joe Kelly             | Alta GP             | Alta L4s            | D      |
| privat                     | 24  | Geoffrey Crossley     | Alta GP             | Alta L4s            | D      |

## Klassifikationen

### Qualifying
| Pos. | Fahrer                | Konstrukteur | Zeit   |
| ---- | --------------------- | ------------ | ------ |
| 01   | Giuseppe Farina       | Alfa Romeo   | 1:50,8 |
| 02   | Luigi Fagioli         | Alfa Romeo   | 1:51,0 |
| 03   | Juan Manuel Fangio    | Alfa Romeo   | 1:52,2 |
| 04   | Reg Parnell           | Alfa Romeo   | 1:52,2 |
| 05   | Prinz Bira            | Maserati     | 1:52,6 |
| 06   | Yves Giraud-Cabantous | Talbot-Lago  | 1:53,4 |
| 07   | Eugène Martin         | Talbot-Lago  | 1:55,4 |
| 08   | Toulo de Graffenried  | Maserati     | 1:55,8 |
| 09   | Louis Rosier          | Talbot-Lago  | 1:56,0 |
| 10   | Peter Walker          | ERA          | 1:56,6 |
| 11   | Louis Chiron          | Maserati     | 1:56,6 |
| 12   | Leslie Johnson        | ERA          | 1:57,4 |
| 13   | Bob Gerard            | ERA          | 1:57,4 |
| 14   | Philippe Étancelin    | Talbot-Lago  | 1:57,8 |
| 15   | Cuth Harrison         | ERA          | 1:58,4 |
| 16   | David Hampshire       | Maserati     | 2:01,0 |
| 17   | Geoffrey Crossley     | Alta         | 2:02,6 |
| 18   | David Murray          | Maserati     | 2:05,6 |
| 19   | Joe Kelly             | Alta         | 2:06,2 |
| 20   | Joe Fry               | Maserati     | 2:07,0 |
| 21   | Johnny Claes          | Talbot-Lago  | 2:08,8 |

## Rennergebnis

### Rennen
| Pos. | Fahrer                      | Konstrukteur | Runden | Zeit       | Start | Schnellste Runde |
| ---- | --------------------------- | ------------ | ------ | ---------- | ----- | ---------------- |
| 1    | Giuseppe Farina             | Alfa Romeo   | 70     | 2:13:23,6  | 01    | 1:50,6 (02.)     |
| 2    | Luigi Fagioli               | Alfa Romeo   | 70     | + 2,6      | 02    |                  |
| 3    | Reg Parnell                 | Alfa Romeo   | 70     | + 52,0     | 04    |                  |
| 4    | Yves Giraud-Cabantous       | Talbot-Lago  | 68     | + 2 Runden | 06    | 1:53,4 (41.)     |
| 5    | Louis Rosier                | Talbot-Lago  | 68     | + 2 Runden | 09    | 1:55,4 (10.)     |
| 6    | Bob Gerard                  | ERA          | 67     | + 3 Runden | 13    |                  |
| 7    | Cuth Harrison               | ERA          | 67     | + 3 Runden | 15    |                  |
| 8    | Philippe Étancelin          | Talbot-Lago  | 65     | + 5 Runden | 14    | 1:57,4 (31.)     |
| 9    | David Hampshire             | Maserati     | 64     | + 6 Runden | 16    |                  |
| 10   | Joe Fry/ Brian Shawe-Taylor | Maserati     | 64     | + 6 Runden | 20    |                  |
| 11   | Johnny Claes                | Talbot-Lago  | 64     | + 6 Runden | 21    | 2:08,8 (29.)     |
| –    | Juan Manuel Fangio          | Alfa Romeo   | 62     | DNF        | 03    |                  |
| –    | Joe Kelly                   | Alta         | 57     | DNF        | 19    |                  |
| –    | Prinz Bira                  | Maserati     | 49     | DNF        | 05    |                  |
| –    | David Murray                | Maserati     | 44     | DNF        | 18    |                  |
| –    | Geoff Crossley              | Alta         | 43     | DNF        | 17    |                  |
| –    | Toulo de Graffenried        | Maserati     | 36     | DNF        | 08    |                  |
| –    | Louis Chiron                | Maserati     | 26     | DNF        | 11    |                  |
| –    | Eugène Martin               | Talbot-Lago  | 8      | DNF        | 07    |                  |
| –    | Peter Walker/ Tony Rolt     | ERA          | 5      | DNF        | 10    |                  |
| –    | Leslie Johnson              | ERA          | 2      | DNF        | 12    |                  |

## WM-Stand nach dem Rennen
Die ersten fünf bekamen 8, 6, 4, 3 bzw. 2 Punkte; einen Punkt gab es für die schnellste Runde. Es zählten nur die vier besten Ergebnisse aus sieben Rennen.

### Fahrerwertung
| Pos. | Fahrer                | Konstrukteur | Punkte |
| ---- | --------------------- | ------------ | ------ |
| 01   | Giuseppe Farina       | Alfa Romeo   | 9      |
| 02   | Luigi Fagioli         | Alfa Romeo   | 6      |
| 03   | Reg Parnell           | Alfa Romeo   | 4      |
| 04   | Yves Giraud-Cabantous | Talbot-Lago  | 3      |
| 05   | Louis Rosier          | Talbot-Lago  | 2      |
| 06   | Bob Gerard            | ERA          | 0      |
| 07   | Cuth Harrison         | ERA          | 0      |
| 08   | Philippe Étancelin    | Talbot-Lago  | 0      |
| 09   | David Hampshire       | Maserati     | 0      |
| 10   | Joe Fry               | Maserati     | 0      |
| 11   | Brian Shawe-Taylor    | Maserati     | 0      |
| –    | Johnny Claes          | Talbot-Lago  | 0      |

| Pos. | Fahrer               | Konstrukteur | Punkte |
| ---- | -------------------- | ------------ | ------ |
| –    | Juan Manuel Fangio   | Alfa Romeo   | 0      |
| –    | Joe Kelly            | Alta         | 0      |
| –    | Prinz Bira           | Maserati     | 0      |
| –    | David Murray         | Maserati     | 0      |
| –    | Geoff Crossley       | Alta         | 0      |
| –    | Toulo de Graffenried | Maserati     | 0      |
| –    | Louis Chiron         | Maserati     | 0      |
| –    | Eugène Martin        | Talbot-Lago  | 0      |
| –    | Peter Walker         | ERA          | 0      |
| –    | Tony Rolt            | ERA          | 0      |
| –    | Leslie Johnson       | ERA          | 0      |